# 거창 반구헌
거창 반구헌(居昌 反球軒)은 대한민국 경상남도 거창군 위천면 강천리에 있는, 조선 헌종·철종년간에 영양현감을 지낸 야옹 정기필(鄭夔弼)선생이 기거하던 주택이다.
1996년 3월 11일 경상남도의 문화재자료 제232호 반구헌으로 지정되었다가, 2018년 12월 20일 현재의 명칭으로 변경되었다.

## 개요
반구헌은 조선 헌종·철종년간에 영양현감을 지낸 야옹 정기필(鄭夔弼)선생이 기거하던 주택이다. 야옹선생은 목민관 재임시 청렴한 인품과 덕행으로 명망이 높았으며 관직을 사직하고 고향으로 돌아왔으나 재산과 거처가 없자 당시 안의현감의 도움으로 이 반구헌을 건립하였다고 한다.
반구헌이란 이름은 스스로 자신을 뒤돌아보고 반성한다는 의미인 "反求於諸心"에서 유래한다.
반구헌은 현재 대문채와 사랑채만 남아 있는데 사랑채에 〔崇禎丁丑後二百三十四年〕이라는 상량문이 남아 있어 현재의 건물은 1870년대에 건립 또는 중건된 것으로 추정된다.
반구헌이라 불리는 사랑채는 팔작기와지붕에 정면5칸, 측면5칸 규모로 이루어진 비교적 큰 규모의 건물이다. 이 건물의 가장 큰 특징은 대청이 중앙에 있지 않고 규모가 1칸인 반면에 방이 3칸이라는 점이다. 또한 측면 1칸에 난간을 두룬 누마루를 가지고 있다는 것이다.
따라서 건물 후면 중앙에 아궁이를 설치하여 방 2개를 한곳에서 난방하도록 평면을 구성하였다. 구조는 민도리집으로 단순 소박하지만 전체적으로 사대부가의 품격을 풍기는 중요한 건축물이다.

## 참고 문헌
- 거창 반구헌 - 국가유산청 국가유산포털